# L'Étrat
L'Étrat är en kommun i departementet Loire i regionen Auvergne-Rhône-Alpes i centrala Frankrike. Kommunen ligger i kantonen Saint-Héand som tillhör arrondissementet Saint-Étienne. År 2022 hade L'Étrat 2 820 invånare.

## Befolkningsutveckling
Antalet invånare i kommunen L'Étrat
| Referens: INSEE |

## Vänorter
L'Étrat har följande vänort (gemensamt med La Tour-en-Jarez):
- Vörstetten, Tyskland[källa behövs]